# 새드 맥

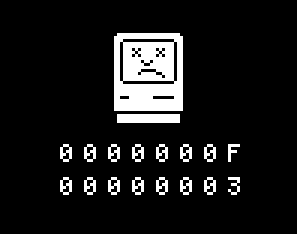
새드 맥

새드 맥은 애플의 운영 체제 실행 중 심각한 오류를 일으키면 화면이 아이폰, 맥북, 매킨토시가 슬퍼하는 듯한 화면과 함께 아래에는 오류 코드가 나온다. 컴퓨터가 죽은 것과도 같아 보인다. 약한 블루스크린 오류처럼 약간의 과정만 거치면 해결할 수 있는 오류로 알려져있다. 해피 맥도 있었으나 현재는 없다. 새드 맥은 매킨토시에서 시동중 이상이 발생했을 때 그 원인을 나타내는 16진 코드와 함께 화면에 표시된다.

## 새드 맥
새드 맥의 컴퓨터 화면은 오류 루트가 나오고, 컴퓨터를 꽉 채우며 도트 형식의 그림이 등장한다.

## 새드 아이팟
새드 아이팟은 아이팟의 펌웨어나 하드웨어에 심각한 결함이 발생했을 때 나타나며, 새드 맥과 달리 오류 루트가 나오지 않는다.

## 나타나는 경우
수십여개의 응용 프로그램을 동시 실행하여 속도를 느리게 하거나, CPU 사용량이 큰 앱을 사용하면 나타나는 것으로 얄려져 있다.

## 관련 문화
사용자들의 낚시용 배경화면으로도 사용되며 애플 스토어의 스티브 잡스의 추모대에서도 이것을 캡처 후 인쇄해놓은 것이 있었다. 삼성과의 소송시에도 나타났다.